# Коврове
Ковро́ве (до 1948 — Мангит, крим. Manğıt) — село Білогірського району Автономної Республіки Крим.

## Населення
Згідно з переписом УРСР 1989 року чисельність наявного населення села становила 88 осіб, з яких 45 чоловіків та 43 жінки.
За переписом населення України 2001 року в селі мешкали 94 особи.

### Мова
Розподіл населення за рідною мовою за даними перепису 2001 року:
| Мова              | Відсоток |
| ----------------- | -------- |
| кримськотатарська | 40,43 %  |
| російська         | 30,85 %  |
| українська        | 28,72 %  |